# Таксі 2
«Таксі́ 2» (фр. Taxi 2) — французька комедія режисера Жерара Кравчика, продовження фільму «Таксі» 1998 року. Наступні фільми в серії — «Таксі 3» (2003), «Таксі 4» (2007) і «Таксі 5» (2018).

## Сюжет
Фільм починається з перегонів. Відомий автогонщик Жан-Луї Шліссер впевнено тримає першість у заїзді. Але несподівано, його обганяє Данієль на своїй модифікованій Peugeot 406. Він везе вагітну жінку та її чоловіка до лікарні. Але пологи починаються у машині, що ледь не призводить до сварки з Лілі, дівчиною Данієля. Він їде до неї, адже вони домовились, що Данієль познайомиться з батьком Лілі. Її батьком виявляється командуючий Підвенним військовим округом, генерал Едмон Бертіно. А Емільєн, здавши на права, тим часом намагається зав'язати стосунки із Петрою. Комісар поліції Жибер має вкрай важливу місію. На конференцію присвячену боротьбі з злочинністю до Марселя прибуває міністр оборони Японії. Генерал Бертіно розповідає про своє бойове минуле, але раптом його повідомляють про зустріч із міністром. Він відправляється в аеропорт, але його машина потрапляє у ДТП. Данієль пропонує підвезти генерала до аеропорту. Завдяки своїм навичкам та машині, вони прибувають майже під час приземлення літака, до того ж Данієль випробовує нову модифікацію своєї машини - крила.
Міністр оборони Японії прибуває до делегації, за чим спостерігають члени якудзи. Данієль помічає якусь таємничу жінку, яка також вийшла з літака і зустрічається з Емільєном. Після довгих вмовлянь Емільєна, Даніель погоджується взяти участь у презентації. Японській делегації презентують новітній військово-модифікований бронемобіль. Щоб у повній мірі показати можливості нового автомобіля, показ має супроводжуватися удаваним нападом. Але через травму водія, Данієль вимушений його вести. Він з міністром і його помічником спостерігає за удаваним нападом бандитів та протидію ним сил спецназу. 
Тією нагодою користується якудза, що має на меті викрадення японського міністра. Бойовики-ніндзя проникають на останній пункт призначення(вони знали заздалегідь про їхні плани), викрадають Петру та знешкоджують Емільєна(який у цей час зізнався в коханні до Петри) з поліцейськими бійцями. Інші бійці якудзи влаштовують засідку для авто з міністром. Вони блокують його за допомогою вантажівок, зривають у машини дах та викрадають міністра. Емільєн тим часом приходить до тями і намагається упіймати бандитів, але йому це не вдається - під час гонитви за ними він падає у смітник.
Данієль вже збирається їхати до Лілі, але Емільєн благає його про допомогу. Враховуючи те, що він бачив, та зачіпки на шосе, Данієль припускає, що якудза ховаються у порту. Емільєн повідомляє про це Жиберу і вони вирушають туди(про що дізнається таємнича японка, яку Данієль бачив у аеропорту). У портовому складі всі готуються до операції, але після обшуку Данієль повідомляє, що якудза не повернуться, тому що цей порт вони використовували як тимчасовий сховок. Жибер теж планує брати участь у операції. Тим часом, до складу під'їжджає машина з трьома молодиками. Вони планують пограбувати портовий склад. Коли вони опиняються усередині, Жибер командує наступ. Він просить Емільєна зафіксувати трос і стрибає. Але Емільєн переплутав троси і Жибер замість спуску, каменем падає униз, отримуючи серйозні травми. Його доправляють до лікарні, а за кермом машини сидить таємнича японка.
Емільєн у відчаї, і разом з Данієлем вони думають що робити. Данієль припускає, що міністра викрали для того, щоб перешкодити підписанню угоди між Францією та Японією. Раптом, з'являється таємнича японка і це підтверджує. Вона представляється Юлі, контррозвідницею, яка працює в охороні міністра. Вона повідомляє, що це справа рук Юкі Цумото - консервативного голови якудзи, який хоче зірвати домовленності з Францією. Для цього, він направив у Францію двох майстрів гіпнозу, які загіпнотизують міністра на вбивство президента. Данієль дізнається місцезнаходження якудзи в Парижі і за допомогою генерала Бертіно вони вирушають туди.
У Парижі герої прибувають до сховку якудзи і Емільєн використовуючи зв'язок з Петрою(він згадав, що у неї у вусі мініатюрний приймач) збиває гіпнотизерів з пантелику. Він та Юлі проникають до новобудови, де засіли якудза і звільняють міністра і Петру. Потім, Юлі з Петрою знешкоджують ніндзя. Емільєн не розуміє, чому вони це зробили, адже він тримав їх на прицілі. Петра зізналася, що розрядила пістолет Емільєна, бо боялася, що він пораниться і цілує його. Тим часом до таксі Данієля заходить пассажир, якого він підвозив у першому фільмі, але впізнавши Данієля, йде геть.
Емільєн, Петра, Юлі та міністр готуються тікати. Вони спускаються через сміттєскид, але крики Емільєна під час спуску привертають увагу решти членів якудзи. Вони починають переслідування героїв на своїх Mitsubishi Lancer EVO VI. Починається остання гонитва Парижем. Під час неї, вони втрачають одну з машин, ставлять на вуха паризьку поліцію, але якудза не відриваються. Тоді вони зв'язуються з генералом, і Данієль каже, що потрібно перекрити тунель, щоб заманити туди якудзу у пастку. Генерал зв'язується зі своїм колегою і тунель блокують декількома танками. Данієль випускає крила і машина буквально вилітає з тунелю. Члени якудзи опиняються у пастці і їх беруть під арешт.
У Марселі Лілі, та її матір, умикають парад по телевізору. На свій величезний подив, вони бачать таксі Данієля. Те саме бачить і загіпсований Жибер, який жалібно стогне одне-єдине слово "Емільєн..."

## У ролях
- Самі Насері — Данієль Моралес, таксист-гонщик
- Фредерік Діфенталь — Емільєн Кутан-Корбадек, поліцейський
- Маріон Котіяр — Лілі Бертіно, дівчина Данієля
- Бернар Фарсі — комісар поліції Жерар Жибер
- Емма Сьоберг — Петра, любовний інтерес Емільєна
- Едуар Монтут — Ален Трезор, поліцейський, колега Емільєна
- Фредерик Тирмон — мадам Бертіно, дружина генерала Едмона Бертіно, матір Лілі
- Жан-Крістоф Буве — генерал Едмон Бертіно, батько Лілі
- Жак Ширак — камео

## Саундтрек
1. Millénaire - Disiz la Peste, Faf Larage, Vasquez Lusi, Nuttea, Jalane & Taïro
2. Danse dessus - Faf Larage
3. Au coin de ma rue - Disiz la Peste, Lusi Vasquez, Nuttea & Taïro
4. Lettre ouverte - Disiz la Peste & Jalane
5. L'Homme n'est qu'un apprenti - Taïro
6. À la conquête - Disiz la Peste & Vasquez Lusi
7. Il faudrait que t’arrêtes - Disiz la Peste
8. Ballade pour un traître - Faf Larage, Vasquez Lusi & Nuttea
9. Mea Culpa - Jalane, Faf Larage & Taïro
10. Laissez-moi - Jalane
11. Trop de polémiques - Nuttea & Taïro
12. Truc d'MC - Faf Larage & Vasquez Lusi
13. Elles dansent - Nuttea
14. Nos légendes - Faf Larage & Taïro
15. Un peu moins de mystère - Vasquez Lusi
16. Dancefloor furie - Jalane, Faf Larage & Lusi Vasquez feat. Freeman

## Цікаві факти

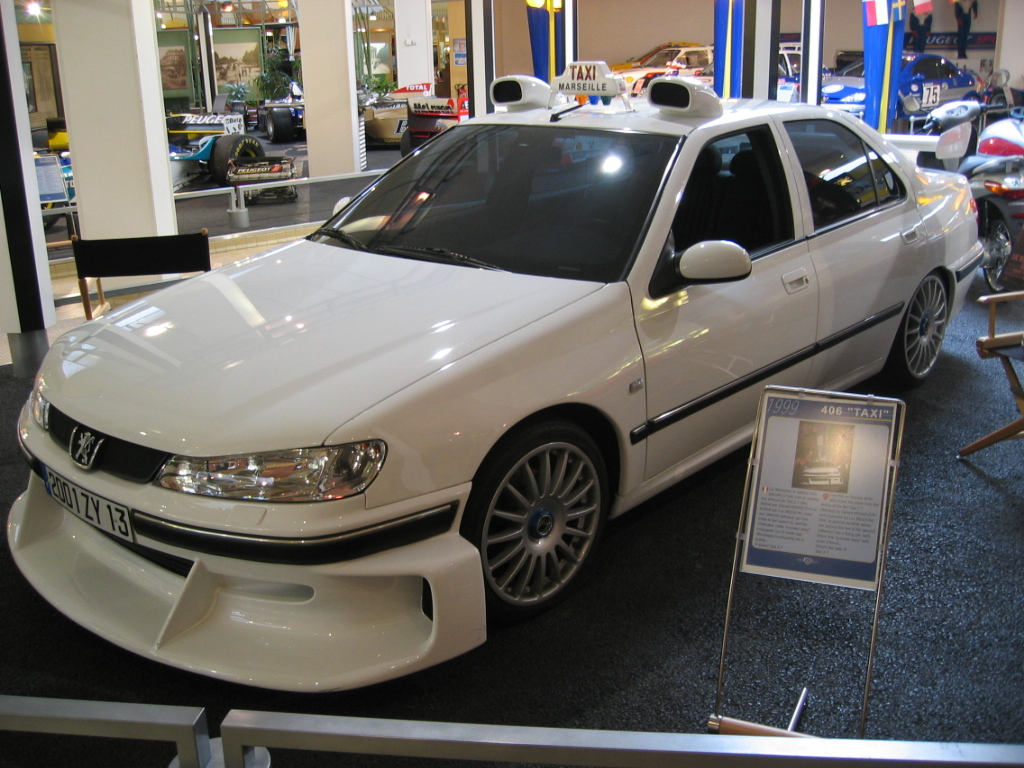
Peugeot 406 з фільму в Музеї пригод Пежо в Сошо.

- Люк Бессон був опитанний владою після того, як оператор помер під час зйомок. Peugeot 406 повинен був приземлитись в купу картону після трюку, але пропустив і врізався у кількох членів знімальної команди. Оператор помер пізніше від внутрішніх травм, а інший оператор поламав обидві ноги. Влада стверджувала, що безпека була скомпрометована, прагнучи скоротити витрати[2]. Координатор піонерського трюка Ремі Жюльєнну отримав 18-місячний вирок з призупиненням ув'язнення та оштрафований на 13 000 євро. Люкс Бессон, Гренет та режисер Жерар Кравчик спочатку були звільнені від звинувачень.[3] Проте Паризький апеляційний суд скасував рішення у червні 2009 року, і EuropaCorp був засуджена за недобровільне вбивство і зобов'язана виплатити 100,000 євро. Ув'язнення Жюльєна було скорочено до шести місяців, а його штраф був зменшений з 13 000 до 2 000 євро, проте він повинен був виплатити сім'ї Дютарр 50,000 євро за судові витрати;
- Автомобіль у фільмі «Таксі» — рестайлінгова версія Peugeot 406;
- Разом із Peugeot, також показано три автомобіля Mitsubishi Lancer EVO VI, керовані якудзами.